# Станково (Ельблонзький повіт)
Станково (пол. Stankowo, нім. Stühmswalde) — село в Польщі, у гміні Маркуси Ельблонзького повіту Вармінсько-Мазурського воєводства.
Населення — 122 особи (2011).
У 1975-1998 роках село належало до Ельблонзького воєводства.

## Демографія
Демографічна структура станом на 31 березня 2011 року:
|          | Загалом | Допрацездатний вік | Працездатний вік | Постпрацездатний вік |
| -------- | ------- | ------------------ | ---------------- | -------------------- |
| Чоловіки | 66      | 15                 | 48               | 3                    |
| Жінки    | 56      | 11                 | 37               | 8                    |
| Разом    | 122     | 26                 | 85               | 11                   |